# 黃宗仁 (新加坡法律界)
黃宗仁（Wee Chong Jin，1917年—2005年6月5日），新加坡法律界人士，曾於1963年到1990年間出任新加坡首席大法官。

## 生平
黃宗仁於馬來西亞檳城出生，1940年到1957年間曾於馬新兩地修讀法律，1957年8月15日獲委任為最高法院法官，至1963年獲委為大法官。1973年起出任少數種族權利總統理事會主席。